# Ривас, Хосе
Хосе Агустин Эдуардо Ривас Савала (исп. José Agustín Eduardo Rivas Zavala; 26 ноября 1837, Мехико — 3 декабря 1909, Мехико) — мексиканский скрипач и музыкальный педагог.
Начал учиться музыке в Гвадалахаре у Абеля Лоретто. С юности играл в различных театральных оркестрах, в 1856 году обосновался в Мехико, где первоначально входил в состав оркестра коллегиальной церкви Святой Марии Гваделупской. В середине 1860-х гг. выступал как солист, играя на корнете, с 1867 г. концертмейстер итальянской оперной труппы в Мехико, в 1872 г. концертмейстер оперной труппы Анхелы Перальта. В 1879 г. возглавил оперную труппу, специализировавшуюся на исполнении сарсуэл. В 1886 г. концертмейстер итальянской оперы Большого национального театра. Автор нескольких салонных пьес.
С 1884 г. преподавал скрипку в Национальной консерватории, с 1887 г. руководил оркестром консерватории. В 1892—1906 гг. директор консерватории.